# Bandidus furcatus
Bandidus furcatus is een insect uit de familie van de mierenleeuwen (Myrmeleontidae), die tot de orde netvleugeligen (Neuroptera) behoort. 
Bandidus furcatus is voor het eerst wetenschappelijk beschreven door New in 1985.